# Джозеф Гарріс (веслувальник)
Джозеф Гарріс (англ. Joseph Harris, 2 жовтня 1912 — 1974) — канадський академічний веслувальник.
Бронзовий призер Олімпійських Ігор 1932 року в складі вісімки.